# Turret-deck

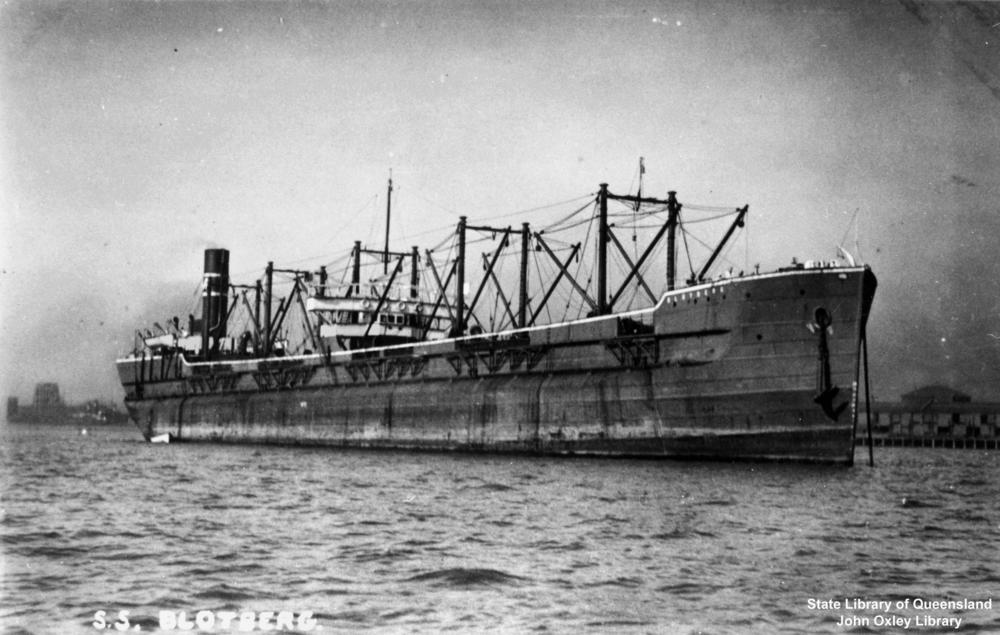
Le cargo Blotberg, un turret-deck construit en 1907.

Un turret-deck est un genre de navire de commerce.

## Présentation
Un turret-deck est un genre de cargo anglais, apparu en 1891. Il comporte une superstructure centrale faisant partie intégrante de la coque et s'étendant du gaillard à la dunette. Le pont de cette superstructure est relié aux murailles par des formes circulaires. Comme le trunkdeck, le turret-deck n'a pas de tonture.